# Podrinje (Markušica)
Podrinje (srp. ćir. Подриње), je naselje u Republici Hrvatskoj, u sastavu Općine Markušica, Vukovarsko-srijemska županija. 

## Stanovništvo
Prema popisu stanovništva iz 2011. godine, u naselju živi 224 osobe.
Prema popisu stanovništva iz 2001. godine, naselje je imalo 281 stanovnika te 90 obiteljskih kućanstava.
| broj stanovnika |       |       |       |       |       | 47    | 48    | 192   | 244   | 314   | 319   | 287   | 277   | 300   | 281   | 224   | 143   |
|                 | 1857. | 1869. | 1880. | 1890. | 1900. | 1910. | 1921. | 1931. | 1948. | 1953. | 1961. | 1971. | 1981. | 1991. | 2001. | 2011. | 2021. |

## Šport
U naselju je do 2000. godine postojao nogometni klub NK Drina Podrinje